# Балясный, Александр
Александр Балясный (род. 1964) — советский и российский футболист, игравший на позициях полузащитника и нападающего.
В 1980-х годах играл в командах «Рубин» (Тольятти), «Авангард» (Ровно), «Прогресс» (Псков) и «Машиностроитель» Псков. В 1989 году забил 3 мяча за «Машиностроитель» в играх зонального этапа первенства РСФСР и 1 из 4-х мячей в переходных матчах за выход во вторую союзную лигу против «Селенги» из Улан-Удэ (4:1, 0:4).
Следующие два сезона отыграл за включённый в состав участников второй низшей лиги СССР «Машиностроитель» на уровне команд мастеров, в 1990 году с 10 мячами стал лучшим бомбардиром команды. В 1992 году сыграл в 3 матчах высшей лиги Латвии за рижскую команду «Даугава-Компар». В 1992 и 1993 годах играл во второй российской лиге за гатчинский «Апекс» и санкт-петербургский «Локомотив». Помимо игр в первенстве, 18 апреля 1993 года отыграл полный матч 1/128 финала Кубка России против «Зенита» (Санкт-Петербург).
В 1996 году был в составе любительской команды «Любава» (Тольятти), участвовавшей в Кубке Поволжья.